# الفساد الكلي
الفساد الكلي (يُدعى أيضًا الفساد الجذري أو الفساد المنتشر) هو مذهب لاهوتي بروتستانتي مشتق من مفهوم الخطيئة الأصلية. كنتيجة لهبوط الرجل، يُولد كل شخص في هذا العالم كعبد لخدمة الخطيئة جراء طبيعته الهابطة وفقًا لتعاليم هذا المذهب، بغض النظر عن نعمة الله السائدة (التمكينية) أو الفعالة (التي لا تُقاوم)، إذ يشير إلى أن البشر غير قادرين كليًا على اختيار اتباع الله بنفسهم، أو الامتناع عن الشر أو قبول هدية الخلاص كما هي مقدمة.
يلقى هذا المذهب درجات متفاوتة من التأييد بين العديد من الطوائف البروتستانتية، بما في ذلك اللوثرية وجميع الكنائس الكالفينية. تؤمن الطوائف الأرمينية، مثل الميثوديين، بمذهب الفساد الكلي وتعمل على تعليمه، لكن مع فروقات واضحة، من أهمها التمييز بين النعمة السائدة والنعمة التي لا تُقاوم.

## علم اللاهوت
لا يظهر مصطلح «الفساد الكلي»، وفقًا لفهمه في اللغة الإنكليزية، مختلف القضايا اللاهوتية ذات الصلة. لا يمكن للمرء النظر إلى هاتين الكلمتين ببساطة ومن ثم التخميين بمدى فساد البشرية. على سبيل المثال، لم ينظر اللاهوتيون الإصلاحيون واللوثريون على الإطلاق إلى البشر باعتبارهم مجردين من الصلاح أو غير قادرين على فعل الخير ظاهريًا نتيجة هبوط الرجل. يمتلك الناس صورة الله، رغم أنها صورة مشوهة عنه.
يمثل الفساد الكلي حالة البشر الهابطة نتيجة للخطيئة الأصلية. يؤكد مذهب الفساد الكلي على عدم امتلاك البشر القدرة أو النزعة إلى محبة الله بشكل كامل من القلب، والعقل والقوة كنتيجة لحادثة الهبوط، إذ يميل البشر بطبيعتهم نحو خدمة إرادتهم ورغباتهم الخاصة ورفض حكم الله. يُعتبر الدين وفعل الخير حتى عملين شريرين لدى الله نظرًا إلى نشأتهما من الرغبة البشرية الأنانية وعدم فعلهما في سبيل مجد الله. نتيجة لذلك، في اللاهوت الإصلاحي، إن أراد الله تخليص أي أحد، يجب عليه تعيين الأفراد مسبقًا، وانتخابهم، وتجديدهم ودعوتهم إلى الخلاص نظرًا إلى عدم رغبة البشرية الهابطة في اختياره، وعدم امتلاكها القدرة على ذلك في الأساس. مع ذلك، في اللاهوت الأرميني، تتجاوز النعمة السائدة (أو «النعمة التمكينية») الفساد الكلي لتصل إلى الناس وتمكنهم من الاستجابة إلى الخلاص الذي يقدمه الله في يسوع المسيح.
لا يشير الفساد الكلي إلى فقدان البشر لجزء من إنسانيتهم أو إلى تدهورهم من الناحية الوجودية. تمامًا كما خُلق آدم وحواء مع إعطائهما القدرة على عدم ارتكاب الخطيئة، يحتفظ الناس بهذه القدرة الأساسية على ارتكاب الخطيئة أو عدم ارتكابها، على الرغم من فساد بعض سمات إنسانيتهم. لا يعني الفساد الكلي أيضًا أن البشر أشرار بقدر الإمكان. عوضًا عن ذلك، ينظر الفساد الكلي حتى إلى الخير الذي يقصده الإنسان باعتباره خاطئًا في أساسه، وكاذبًا في دافعه وضعيفًا في تنفيذه؛ ولا يوجد أي تهذيب للقدرات الطبيعية من شأنه تصحيح هذه الحالة. لذلك، يمكن النظر إلى أعمال الكرم والإيثار حتى باعتبارها في الواقع أعمالًا أنانية مقنعة. يُعتبر الخير كله بالتالي مستمدًا من الله وحده، وليس من خلال الإنسانية بأي حال من الأحوال.
يسمح المدى الكلي للخطيئة الذي يعلمه مذهب الفساد الكلي بتسليط الضوء على حاجة الناس الماسة إلى الله. لا يوجد جزء من الشخص دون حاجة ماسة إلى النعمة، وكل الناس بحاجة إلى النعمة، بغض النظر عن التقوى الظاهرية خاصتهم.
من الهام فهم نطاق «الفساد الكلي» للإنسانية من أجل فهم الجدال الكالفيني الأرميني. كما ذُكر سابقًا، يؤمن كلا المنظورين بالفساد الكلي؛ يكمن السؤال في الفعل الذي يؤمن كل منهما بوجوب اتخاذه من قبل الله من أجل الوصول إلى البشرية بحالتها الهابطة والفاسدة. هل يمنح الله البشرية نعمة القدرة على الاستجابة لعرض الخلاص الذي يقدمه، حتى يتمكن الجميع من الإيمان (وفقًا لتعاليم أرمينيوس)؟ أم يبسط الله نعمة لا تُقاوم حتى تصل إلى البشرية (وفقًا لتعاليم كالفن)، ما يعني استحالة خلاص أي شخص إلا إذا بسط الله عليه أولًا نعمته التي لا تُقاوم؟ بهذه الطريقة، لا يوجد فرق جوهري في الفساد الكلي الذي يعتنقه الكالفينيون والأرمينيون؛ يتفق كلاهما على حالة فساد البشرية التي تحيل دون استجابة البشر إلى الله. مع ذلك، تمتلك المجموعتان اعتقادًا مختلفًا حول النعمة التي بسطها الله على البشرية كاستجابة منه على الفساد الكلي. علّم كالفن النعمة التي لا تُقاوم؛ بينما علّم أرمينيوس النعمة السائدة.

## المنظوران الروماني الكاثوليكي والأرثوذكسي
تؤكد الكنيسة الرومانية الكاثوليكية أن الشخص غير قادر على «أن يتبرر أمام الله بأعماله الخاصة، ... دون نعمة الله المتجلية في يسوع المسيح»، إذ ترفض بالتالي البيلاجيانية وفقًا لكتابات أوغسطينوس ومجلس أورانج الثاني (529). مع ذلك، يختلف حتى الكاثوليك الأوغسطينيون المتشددون حتى مع المذهب البروتستانتي الخاص بالفساد الكلي. من خلال الإشارة إلى الكتاب المقدس وآباء الكنيسة، تنظر الكاثوليكية إلى إرادة الإنسان الحرة باعتبارها مستمدة من صورة الله نظرًا إلى أن البشر مخلوقون على صورة الله. بناءً على ذلك، أدان مجمع ترينت، في جلسته السادسة (يناير 1547)، أي مذهب مؤكد لفكرة «ضياع إرادة الإنسان الحرة وخسارتها منذ خطيئة آدم» باعتباره هرطقة. بأية حال، تؤكد بعض التيارات اللاهوتية الكاثوليكية مثل اليانسينية والمولينية على مفهوم الفساد الجذري. تتبنى الكنيسة الأرثوذكسية الشرقية الموقف «شبه الأوغسطيني» الذي يتبناه يوحنا كاسيان وتدافع أيضًا عن أوغسطينوس أسقف هيبو فيما يتعلق بهذا المذهب. على سبيل المثال، يشير سيرافيم روز إلى عدم إنكار أوغسطينوس أبدًا للإرادة الحرة لكل إنسان، ولم يعلّم بالتالي الفساد الكلي على الإطلاق. أكد رئيس الأساقفة كريسوستوموس بدوره أن تعاليم أوغسطينوس قد تعرضت على الأرجح للاستخدام والتحريف في المسيحية الغربية بهدف إنتاج مذهب لاهوتي مبتكر، وأن هذا الأمر ليس خطأ أوغسطينوس.